# プルワマ
プルワマ(Pulwama)は、インド北部のジャンムー・カシミール州のプルワマ郡の中心都市。
かつてはPanwangamやPulgamと呼ばれた。
2011年の人口は1万8440人。
夏の州都のシュリーナガルから約25km離れている。
「カシミールの喜び」や、高い牛乳生産量から「カシミールの牛乳」と呼ばれる。

## 地理
北緯32度88分、東経74度92分に位置し、平均標高は1630mである。

## 教育
政府単位大学プルワマ校が有る。

## 住民
約95%がムスリムで、残りの殆どがヒンドゥー教徒である。
2011年の人口1万8440人の内、男性が1万70人で約55%を占める。
また、6歳以下の人口は3167人で、約17%を占める。
州平均に対して男性が多く、識字率は7%程高い。